# Загрунний Сергій Михайлович
Сергій Михайлович Загрунний (1964—2022) — майстер сержант Збройних Сил України, учасник російсько-української війни.

## Життєпис
Народився 16 січня 1964 року в місті Охтирка Сумської області.
Військову службу проходив у 91 окремому Охтирському полку підтримки.
Загинув 26 лютого 2022 в районі міста Охтирка.

## Нагороди та вшанування
- Орден «За мужність» III ступеня[1].
- Почесний громадянин міста-героя Охтирки.